# Sindicato Pirhuas
Sindicato Pirhuas ist eine Ortschaft im Departamento Cochabamba im südamerikanischen Andenstaat Bolivien.

## Lage im Nahraum
Sindicato Pirhuas liegt in der Provinz Quillacollo und ist der fünftgrößte Ort im Kanton Sipe Sipe im Municipio Sipe Sipe. Die Ortschaft liegt am westlichen Ende der Ebene von Cochabamba auf einer Höhe von 2613 m zwischen dem Río Viloma im Norden und dem Río Phankuruma im Süden, die flussabwärts zum Río Rocha führen, Hauptquellfluss des bolivianischen Río Grande. Die Ortschaft hat sich an einer Stelle gegründet, an der in der Vergangenheit der Río Phankuruma einen Durchfluss zum Río Viloma hergestellt hatte.

## Geographie
Sindicato Pirhuas liegt zwischen der bolivianischen Cordillera Central und der Cordillera Oriental im Übergangsbereich zum bolivianischen Tiefland.
Die mittlere Durchschnittstemperatur der Region liegt bei etwa 18 °C (siehe Klimadiagramm Cochabamba) und schwankt nur unwesentlich zwischen 14 °C im Juni und Juli und 20 °C im November. Der Jahresniederschlag beträgt etwa 450 mm, bei einer ausgeprägten Trockenzeit von Mai bis September mit Monatsniederschlägen unter 10 mm, und einem Regenmaximum im Januar mit 120 mm Monatsniederschlag.

## Verkehrsnetz
Sindicato Pirhuas liegt in einer Entfernung von 27 Straßenkilometern westlich von Cochabamba, der Hauptstadt des Departamentos.
Von Cochabamba aus führt die asphaltierte Nationalstraße Ruta 4 in westlicher Richtung über die Stadt Quillacollo vorbei an Vinto in Richtung Sipe Sipe. Direkt nach Überquerung des Río Viloma auf der „Puente Viloma“ biegt eine Landstraße in westlicher Richtung ab, führt entlang des Río Viloma, und erreicht nach fünf Kilometern Sindicato Pirhuas.

## Bevölkerung
Die Einwohnerzahl der Ortschaft ist in dem Jahrzehnt zwischen den beiden letzten Volkszählungen auf mehr als das Doppelte angestiegen:
| Jahr | Einwohner         | Quelle       |
| ---- | ----------------- | ------------ |
| 1992 | keine Detaildaten | Volkszählung |
| 2001 | 275               | Volkszählung |
| 2012 | 587               | Volkszählung |
| 2024 |                   | Volkszählung |

Die Region weist einen hohen Anteil an Quechua-Bevölkerung auf, im Municipio Sipe Sipe sprechen 83,9 Prozent der Bevölkerung Quechua.